# Lorica segmentata

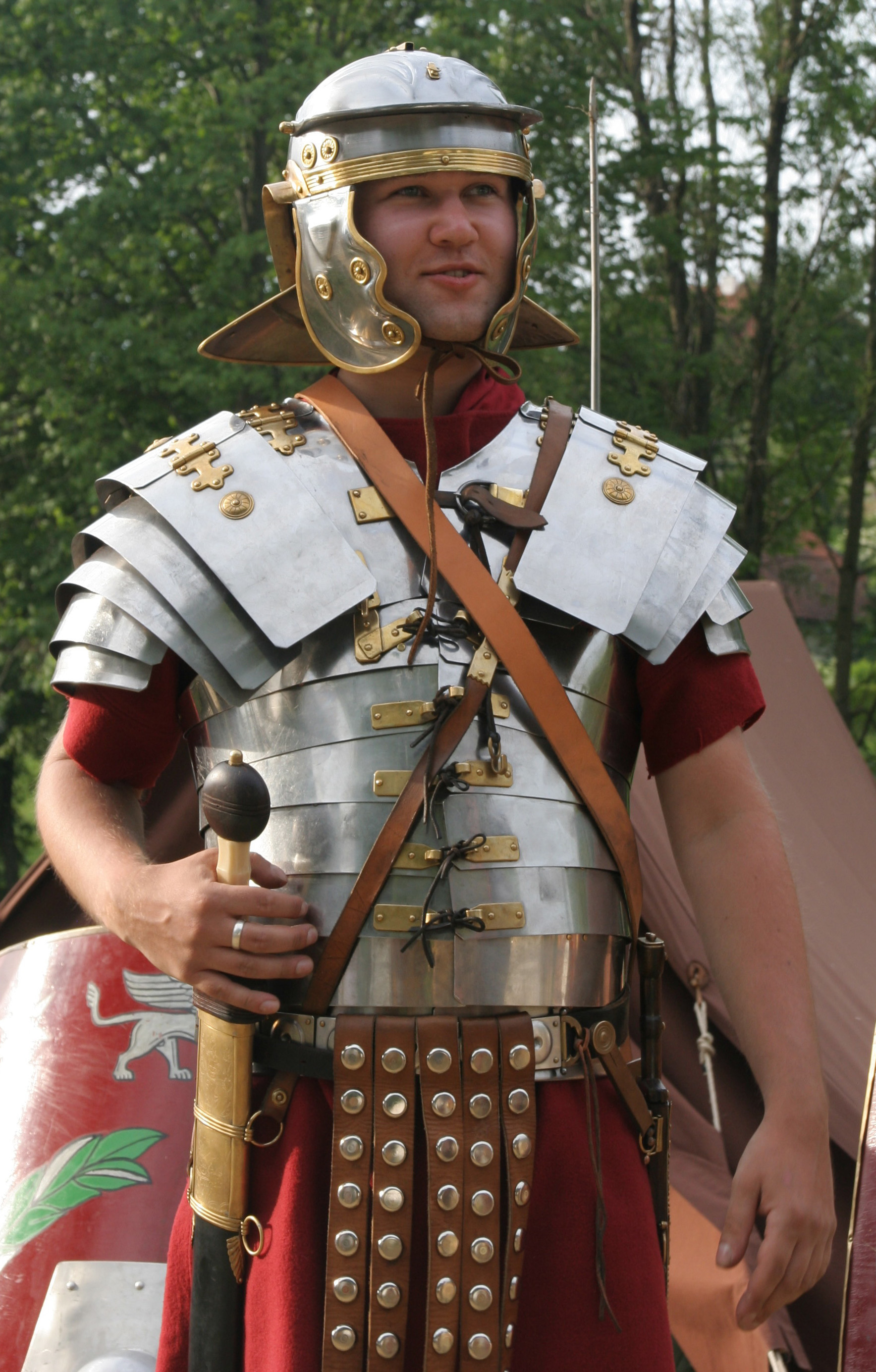
Reconstitution de la Legio XV, soldat en lorica segmentata de type Corbridge

La lorica segmentata était la cuirasse articulée que portait le légionnaire romain du Ier siècle au IIIe siècle. Formée d'un ensemble de plaques de fer reliées par des courroies de cuir, elle protégeait le torse, la nuque, la gorge et les épaules du légionnaire. 

## Histoire
Elle apparaît au début du Ier siècle dans les régions rhénanes, et se répand ensuite dans tout l'Empire. Son succès s'explique sans doute par le fait que sa fabrication ne demandait qu'environ 70 heures, c'est-à-dire trois fois moins que pour fabriquer une cotte de mailles. Elle était également un peu plus légère. Munie de charnières sur les côtés, elle s'ouvrait et s'enfilait comme une veste, qu'on fermait sur le torse.
La découverte de plusieurs spécimens en Grande-Bretagne a permis de discerner quelques types:
- À Corbridge, au sud du mur d'Hadrien, les quelques cuirasses que contenait un coffre[2], étaient formées de 40 ou 38 plaques (type A ou B), assemblées par des charnières et des boucles en bronze. Son poids varie entre 9,5 et 12 kg, en fonction de l'épaisseur des plaques et si elles sont étamées ou non[3].
- Les cuirasses trouvées à Newstead, en Écosse, datent probablement de l'époque des Antonins. Formées de plaques moins nombreuses et plus larges que celles de Corbridge, elles étaient sans doute plus simple à fabriquer et plus robuste. Elle avait moins de charnières, notamment aux épaules[4].

Au début du IIIe siècle, la cotte de mailles (lorica hamata) apparaît, puis supplante la lorica segmentata.

## Représentations dans l'art

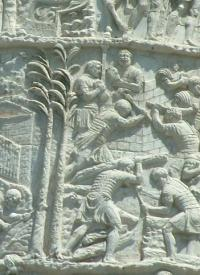
Légionnaires travaillant en lorica segmentat.

La colonne Trajane contient plusieurs représentations de légionnaires en lorica segmentata, et constitue une des sources de documentation sur cette protection.
Les légionnaires romains en portent quasi systématiquement dans la bande dessinée Astérix de René Goscinny et Albert Uderzo, ce qui est un anachronisme puisqu'elles n'apparaissent que plus de cinquante ans après la guerre des Gaules. De surcroît, leur dessin est simplifié, particulièrement aux épaules.